# Pavel Krmaš
Pavel Krmaš (Broumov, 3 maart 1980) is een Tsjechische voetballer die bij voorkeur als verdediger speelt. Hij verruilde in 2008 FK Teplice voor SC Freiburg.

## Clubcarrière
Krmaš leerde voetballen in de jeugd van Broumov Slovan, TJ Náchod en SK Hradec Králové. In het seizoen 2002-03 speelde Krmaš bij zijn oude jeugdclub SK Hradec Králové, voordat hij naar Sparta Praag ging. In 2003 kwam Krmaš in de UEFA Champions League tot drie optredens in de groepsfase en hielp hij zijn club door naar de volgende ronde.
In 2004 verhuisde hij na drie optredens voor Sparta Praag naar FK Teplice en speelde tot en met 2007 86 competitiewedstrijden voor de club. In het seizoen 2007/08 verhuisde Krmaš naar Duitsland om voor SC Freiburg in de Tweede Bundesliga de naar 1.FC Köln vertrokken verdediger Youssef Mohamad te vervangen.

## Erelijst
SC Freiburg
- 2. Bundesliga

2009